# FK Druzhba Maikop
El FK Druzhba Maikop (del ruso: ФК «Дружба» Майкоп) es un club de fútbol ruso de la ciudad de Maikop, en la República de Adiguesia, fundado en 1963. El club disputa sus partidos como local en el estadio Yunost y juega en la Segunda División de Rusia, el tercer nivel en el sistema de ligas ruso.

## Historia
El club fue fundado en 1963 como «Urozhay» y en 1968 fue renombrado «Druzhba», denominación que mantiene hasta la actualidad. En la temporada 1992-93, el club logró su mayor éxito en la Copa de Rusia cuando llegó a las semifinales, perdiendo ante el Torpedo Moscú, el futuro campeón. En 1999, el club descendió a Segunda División, donde juega hasta ahora.

## Jugadores
Actualizado el 6 de septiembre de 2012, según RFS.

### Equipo reserva
El filial del club jugó profesionalmente como FC Druzhba-d Maykop y FC Kommunalnik-Druzhba-d Maykop en la Liga de Fútbol Amateur de Rusia en 1995 y 1996 respectivamente.